# 天神ビジネスセンター
天神ビジネスセンター（てんじんビジネスセンター）または天神ビジネスセンタービル（てんじんビジネスセンタービル）は、福岡県福岡市の天神ビッグバンによる再開発ビルの第1号で、2021年9月30日に竣工した。

## 概要
天神セントラルプレイス（旧・福岡三和ビル）の建て替えに伴い、隣接した西日本ビル、福神ビル、福岡日興ビル、因幡ビルとともに一体的に開発となった。
福岡地所により開発され、持分の20.4%はFJプライベートリート投資法人に譲渡されているほか、12階-14階の3フロアに関してはジャパネットホールディングスが区分所有する。
ジャパネットホールディングスの本社機能、日本電気 (NEC) の九州本部機能、西日本シティ銀行天神支店・天神北支店など、様々なテナントが入居する。デザインは、福岡県出身の建築家・重松象平による。

## 沿革
2019年
- 1月29日、着工

2020年
- 11月11日、ジャパネットホールディングスの入居を発表

2021年
- 6月1日、CROSSCOOPの入居を発表
- 7月26日、NECの入居を発表
- 7月27日、ペンシルの入居を発表
- 8月11日、西日本シティ銀行の入居を発表
- 9月30日、竣工
- 10月4日、竣工式、内覧会を実施。ボストン・コンサルティング・グループの入居が発表された
- 10月30日、Googleが福岡市へ本格進出するにともない入居が有力と報道。その後正式に入居が決定した。開発拠点のみで営業などの活動はしない

- 11月15日、西日本シティ銀行（天神支店・天神北支店が共用）営業開始。